# Lan Xang
Lan Xang (có khi viết là Lan Ch'ang, Lanexang, tiếng Pali: Sisattanakhanahut, tiếng Lào: ລ້ານຊ້າງ - lâansâang, chữ Nho: 南掌 - Nam Chưởng hay 萬象 - Vạn Tượng), nghĩa là "đất nước triệu voi" (Lan: triệu, Xang: voi), là quốc gia thống nhất đầu tiên của người Lào, được vua Phà Ngừm thành lập năm 1354.

## Lịch sử

### Thành lập
Phà Ngừm là dòng dõi của thủ lĩnh (chao muang) xứ Muang Sua (Luangprabang ngày nay). Lúc nhỏ, cha con ông bị bắt vào Angkor làm con tin của triều đình Khmer. Ở Angkor, Phà Ngừm quy y theo đạo Phật rồi được gả công nương trong hoàng tộc Khmer. Năm 1351 khi miền Bắc có loạn, triều đình Khmer lúc ấy đã suy yếu, sai Phà Ngừm cầm quân lên cao nguyên Khorat đánh dẹp. Phà Ngừm giỏi việc binh nên bình định được các chao muang địa phương năm 1354, thống nhất xứ Lào, xưng quốc hiệu là Lan Xang. Kinh đô đặt ở Xieng Dong Xieng Thong ở xứ Muang Sua cũ. Biên cương nước Lan Xang rộng lớn nhất nhì Đông Nam Á lúc bấy giờ, bao gồm Cao nguyên Khorat cùng lưu vực sông Mê Kông, bắc giáp Trung Hoa, nam đến Sambor của đế quốc Angkor, đông giáp Đại Việt, tây là rặng Dong Phaya Yen.
Năm 1373, dân Lan Xang không phục nên Phà Ngừm phải bỏ ngai vàng, lưu vong sang xứ Muang Nan (nay thuộc tỉnh Nan, Thái Lan) rồi mất ở đó. Con Phà Ngừm là Samsenethai lên kế vị, người có công chỉnh đốn triều chính thêm quy củ, lấy Mandala và Phật giáo Thượng tọa bộ làm gốc. Trong nước thì Samsenethai thu phục được các thủ lĩnh địa phương. Đối ngoại thì Lan Xang giao hiếu với Quốc vương nước Ayutthaya của người Thái, ngày càng hùng mạnh. Samsenethai cũng tìm cách liên minh với các xứ lân bang, cưới công chúa xứ Lan Na ở phía đông bắc rồi lại cầu hôn, rước một công chúa Ayutthaya về Lan Xang.
Kế vị Samsenethai là Lan Kham Deng, trị vì không lâu thì mất. Lan Xang bước vào thời kỳ nhiễu loạn.

### Loạn lạc, chiến tranh và trung hưng
Con cả của Lan Kham Deng là Phommathat lên kế vị nhưng chỉ ở ngôi được 10 tháng thì bị sát hại. Quyền lực bấy giờ do Nang Keo Phimpha, em gái Samsenethai nắm cả. Phimpha lập con mình là Khamtum lên làm vua nhưng Khamtum cũng chỉ ở ngôi được 5 tháng thì bị ép nhường ngôi cho Meunsai - con trai thứ của Samsenethai. Meunsai ở ngôi được 6 tháng lại bị Nang Keo Phimpha giết đi rồi đưa Fa Khai lên kế vị. Fa Khai cũng chỉ ở ngôi được khoảng 3 năm.
Thời kỳ truất phế do các phe phái trong triều tranh giành nhau kéo dài 20 năm đến năm 1442 thì Xaiyna Chakhaphat lên ngôi vua, tái lập trật tự. Xaiyna Chakhaphat khôn khéo sắp xếp cho sáu người con làm trấn thủ ở những nơi trọng yếu, rồi lại đề cao Phật giáo, xây dựng chùa chiền lấy đó làm nền tảng cai trị. Trong khi đó bang giao với Đại Việt gặp khó khăn vì tranh chấp ở xứ Bồn Man, dẫn đến chiến tranh Đại Việt - Lan Xang (1478-1480). Quân Đại Việt vượt biên giới, đánh sâu vào Lan Xang; kinh đô thất thủ. Sử sách Lào ghi là may có hoàng tử Suvanna Banlang đang trấn thủ xứ muang Nan, hiệp với quân nước Lan Na, đẩy lui được quân Đại Việt, tái chiếm kinh đô. Suvanna Banlang lên trị vì không lâu thì mất.
Kế vị là La Saen Thai (em của Suvanna Banlang, ở ngôi: 1486–96), rồi đến Somphu (con của Suvanna Banlang, ở ngôi: 1496–1501), và Vixun (em của Suvanna Banlang, ở ngôi: 1501–1520). Dưới áp lực của Đại Việt, vua Lan Xang cố dựa vào Vương quốc Ayutthaya của người Thái. Từ đó Lan Xang càng chịu ảnh hưởng của Ayutthaya từ mọi mặt: chính trị, văn hóa và thương mại.

### Thời kỳ vàng son
Lan Xang dưới các triều vua Vixun (1501–20), Phothisarat (1520–47) và Setthathirath (1548–71) hưởng thời kỳ vàng son, thịnh trị. Ba vị vua này giữ nguyên phép cai trị cũ trong khi nâng cao Phật giáo của các tiền triều. Pho tượng Phật Phra Bang vốn được coi là quốc bảo được triều đình rước từ Viêng Chăn về Xieng Dong Xieng Thong và từ đó kinh đô Lan Xang mang danh hiệu "Luangprabang" (nơi đặt Phra Bang).
Với pho tượng Phật Phra Bang, Lan Xang tự đặt mình vào trung tâm Mandala, chiêu dụ được các xứ phên giậu về tòng phục. Triều vua Phothisarat cũng thành công củng cố phép cai trị, kiểm soát từ trung ương đến địa phương. Tuy nhiên, quan hệ kiểm soát này chủ yếu vẫn dựa trên quan hệ cá nhân giữa vua tôi chứ không theo hàng ngũ hành chánh nào cả. Triều đình Lan Xang giữ ngôi bằng cách liên minh cưới gả với các lãnh chúa trong khi nguy cơ phản loạn và ly khai vẫn tiếp tục như trường hợp Bồn Man dấy binh chống lại Lan Xang năm 1532.
Khi vua nước Lan Na mất, trong triều chia bè phái tranh nhau; Ayutthaya lấy cớ đó phái binh lên đánh Lan Na. Lan Xang phải gửi binh tiếp viện đẩy lui quân Ayutthaya vào năm 1536. Triều đình Lan Na lập con của Phothisarat là Sethathirat lên làm vua, biến Lan Na thành chư hầu của Lan Xang.
Năm 1563, Vương quốc Taungoo của người Miến hùng mạnh, uy hiếp cả khu vực. Vua Lan Xang là Setthathirath phải thiên đô về Viêng Chăn, cùng rước tượng Phật Ngọc (Phra Keo) từ Lan Na về Viêng Chăn. Nước Lan Xang từ đó có hai pho tượng quý: Phật Phra Bang ở Luangprabang và Phật Phra Keo ở Viêng Chăn.
Trong khi đó Taungoo mở cuộc xâm lăng về phía đông. Lan Xang và Ayutthaya cùng là tộc người Thái nên tìm cách liên minh nhưng quân Miến quá mạnh. Ayutthaya thất thủ năm 1568 rồi bị quân Miến đốt phá tan hoang. Taungoo sau đó chuyển quân lên đánh Viêng Chăn. Setthathirath cầm quân đẩy lui được quân Miến nhưng rồi qua đời một cách bí ẩn khi đi tuần du ở Hạ Lào.

### Suy vong
Sau khi vua Setthathirath mất năm 1571, Lan Xang một lần nữa rơi vào cảnh tranh giành ngôi báu. Taungoo đã nhân cơ hội này can thiệp vào Lan Xang, chính thức đưa Lan Xang thành chư hầu của mình suốt 30 năm. Chuyện tranh giành ngôi báu vẫn tiếp tục. Mãi đến năm 1638, khi vua Surinyavongsa lên cai trị, khủng hoảng chính trị mới chấm dứt. Nhưng đến khi vị vua này qua đời vào năm 1695, Lan Xang lại tiếp tục rơi vào khủng hoảng bởi tranh giành nội bộ, và kết quả là nó đã chính thức chấm dứt khi bị phân chia thành ba vương quốc nhỏ là Vương quốc Luang Phrabang ở phía bắc, Vương quốc Viêng Chăn ở trung tâm và Vương quốc Champasak ở phía nam vào năm 1707.

## Xã hội
Lan Xang có sự đa dạng về sắc tộc do buôn bán và di cư. Các dân tộc được nhóm lại thành các loại văn hóa rộng lớn là Lao Thơng (bao gồm hầu hết các nhóm bản địa và Môn-Khmer) và Lao Sung. Người Lao Lùm chiếm ưu thế về mặt sắc tộc và có một số nhóm Tai có liên quan chặt chẽ với nhau bao gồm người Tai Dam, Tai Daeng, Tai Lu, Tai Yuan và Phuan. Có lẽ vì sự đa dạng sắc tộc phức tạp của Lan Xang, cấu trúc xã hội khá đơn giản, đặc biệt là so với những người Thái láng giềng với hệ thống sakdi na hoặc người Khmer với hệ thống đẳng cấp phức tạp của họ và các khái niệm về vương quyền thần thánh hoặc devaraja.
Xã hội Lào bị phân chia với quyền lực tôn giáo và thế tục của hoàng gia đứng đầu, tiếp theo là quý tộc, và sau đó là giai cấp nông dân bao gồm thương nhân, nghệ nhân, nông dân và lao động phổ thông.Ngoài ra, còn có tăng lữ, không chỉ giúp việc di chuyển thuận tiện mà còn là phương tiện giáo dục. Các dân tộc vùng đồi hoặc Lao Thơng nằm ngoài hệ thống xã hội, cùng với kha hoặc tù nhân bị bắt trong chiến tranh hoặc phạm các tội hình sự hoặc nợ nần. Người Xiêm, Khmer và Shan hình thành phần lớn các thương nhân lưu động, nhưng có một số lượng nhỏ người Hoa và người Việt xung quanh các thành phố buôn bán lớn và ở Bồn Man.

## Các vua Lanxang (1353 - 1707)
1. Fa Ngum (1353 - 1374)
2. Vutha Singsavaddy (1375 - 1378)
3. Samsenethai (1378 - 1416), con của Fa Ngum
4. Lan Kham Deng (Mãn Sát (滿察)?, 1417 - 1428), con của Samsenethai
5. Nữ vương Nang Keo Phimpha (1428 - 1438), con gái của Samsenethai
  1. Phommathat (1428 - 1429), con của Lan Kham Deng
  2. Khamtum (Thao Khamtum hay Pak Houei Lang) (1429 - 1430), con của Samsenethai
  3. Thao Sai (hay Meun Sai, 1430 - 1430), em trai của Khamtum
  4. Phaya Khai (hay Fa Khai, 1430 - 1433), con của Lan Kham Deng
  5. Khong Kham (hay Xieng Sai, Như Côn Cô (茹昆孤), 1433 - 1434), con của Samsenthai
  6. Yukhon (Dụ Quần (諭群), 1434 - 1435), con của Lan Kham Deng
  7. Kham Keut (1435 - 1438), con của Samsenthai
6. Chaiyachakkapat-Phaenphaeo (Sao Tiakaphat, 1438/1441 - 1478), con của Samsenthai
7. Suvarna Banlang (hay Theng Kham, 1478 - 1485), con của Sao Tiakaphat
8. Lahsaenthai Puvanart (1485 - 1495), em trai của Theng Kham
9. Somphou (Samphou, 1496 - 1501), con của Lahsaenthai Puvanart
10. Vixun (hay Visunarat, 1501 - 1520), con của Sao Tiakaphat
11. Photisarath I (Xạ Đẩu hay Sạ Đẩu (乍斗), 1520 - 1547), con của Vixun
12. Xaysethathirath (hay Setthathirath, 1548 - 1571), con của Photisarath I
13. Nokeo Koumane (1571 - 1575) (lần 1), con của Xaysethathirath
  1. nhiếp chính: Saensurin (1572 - 1574) (lần 1)
14. Mahaupahat (phụ thuộc vào Miến Điện) (1575 - 1580), con của Photisarath I
  1. nhiếp chính: Saensurin (phụ thuộc vào Miến Điện) (1580 - 1582) (lần 2)
15. Nakhon Noi (phụ thuộc vào Miên Điện) (1582 - 1583), con của Saensurin
16. Không vua (1583 - 1591)
17. Nokeo Koumane (1591 - 1596) (lần 2), con của Xaysethathirath
18. Thammikarath (1596 - 1622), em họ của Nokeo Koumane
19. Upanyuvarat (1622 - 1623), con của Thammikarath
20. Photisarath II (1623 - 1627), con của Saensurin
21. Mom Keo (hay Mongkeo, 1627), con của Thammikarath
22. Tone Kham (hay Upanyuvarat II, Tone Khan, 1627 - 1633), con của Mom Keo
23. Vichai (1633 - 1637), em trai của Tone Kham
24. Surinyavongsa (1637 - 1694), con của Tone Kham
25. Tian Thala (1694 - 1696), kẻ cướp ngôi
26. Nan Tharat (1695 - 1698), cháu trai của Vichai
27. Xaysethathirath II (hay Setthathirath II, Sai Ong Hue, Triều Phúc (朝福), 1707 - 1730) (vua Viêng Chăn: 1707-1735), cháu trai của Tone Kham